# Valens
Flavius Valens (328. Cibalae (Vinkovci) Panonija; - 9. kolovoza 378. u bitci kod Hadrijanopola) bio je rimski car na Istoku od 364. do 378. godine.
Valens je bio brat  Valentinijana I., koji ga je 364. proglasio suvladarom i dao mu vlast na Istoku, nakon smrti Valentinijana I. postao je njegov nasljednik. Često se uplitao u kršćanske rasprave i štitio arijance.
Dopustio je naseljavanje Vizigota na teritoriju Carstva. Zbog zlouporabe rimskih činovnika Vizigoti su se pobunili i nanijeli težak poraz rimskoj vojsci kod Hadrijanopola 378. S većinom vojske je poginuo i sam Valens.

### Ostali projekti
|  | Zajednički poslužitelj ima još gradiva o temi Valens |

| Prethodnik:         | Istočnorimski carevi | Nasljednik:          |
| Jovijan (363.-364.) | Istočnorimski carevi | Gracijan (378.-379.) |